# Caiophora andina
Caiophora andina är en brännreveväxtart som beskrevs av Ignatz Urban och Gilg. Caiophora andina ingår i släktet Caiophora och familjen brännreveväxter. Inga underarter finns listade i Catalogue of Life.